# Alpheon (Automarke)
Alpheon (알페온) war eine Automobilmarke von GM Korea, die von 2010 bis 2015 genutzt wurde.
Der Name setzt sich zusammen aus dem griechischen Buchstaben Alpha und dem Begriff Äon. Ersteres soll für „das Beste“ (“the best, the finest, the first”), letzteres für „Ewigkeit“ stehen.
Unter dem neuen Markennamen sollten Fahrzeuge der oberen Mittelklasse angeboten werden. Das bislang einzige Modell der Marke war der gleichnamige Alpheon. der bis August 2015 produziert wurde.